# إثيلريد أونريدي
إثيلريد أونريدي (بالإنجليزية القديمة:Æthelred the Unready ) ملك إنجلترا من 978 إلى 1013 ومرةً أخرى من 1014 حتى وفاته في 1016. هو من أسرة وسكس التي كانت تحكم إنجلترا، وكان متزوجا من إلفجيف أبنة  توريد، إيرل نورثمبريا، في حوالي 985, ومن إيما ابنة دوق النورماندي ريتشارد الأول ولذا لجأ إثلرد إلى النورماندي سنة 1013، بعد أن طرده زفن الأول ملك الدانمارك. وتوفي الملك إثلرد فجاة 1016 أثناء حصار لندن ولحقه ابنه وخلفه إدموند الشجاع بعد سبعة أشهر، وتزوجت إيما من الملك كانوت العظيم ابن زفن والذي استولى على كامل الجزيرة.